# کاتماندو هلدینگ
کاتماندو هلدینگ (انگلیسی: Kathmandu Holding) شرکت خرده‌فروشی نیوزیلندی است، که در سال ۱۹۸۷ تأسیس شد.